# Kronprinsparets reise i Nord Norge
Kronprinsparets reise i Nord Norge är en norsk dokumentärfilm från 1935. Filmen skildrar en resa till Nordnorge företagen av Olav V av Norge och Märtha av Norge.